# Miguel Ángel Vidal
Miguel Ángel Vidal (Buenos Aires, 27 de junio de 1928-Buenos Aires, 15 de enero de 2009) fue un artista plástico argentino, cofundador del movimiento de "Arte generativo", con tendencias propias, que se nutren del constructivismo, el "op-art" (‘arte óptico’) y del arte geométrico.

## Biografía
Vidal nació en Buenos Aires, además de pintor y dibujante, fue diseñador gráfico. Desde temprana edad despertó su vocación por el arte, a los doce años, comenzó a estudiar dibujo con el grabador Eleuterio Navarro, el cual daba clases de extensión en una escuela del Barrio de la Boca. Con este maestro se preparó para el ingreso a la Escuela de Bellas Artes Manuel Belgrano donde cursó sus primeros estudios. Continuó los mismos en la Escuela Nacional de Bellas Artes Prilidiano Pueyrredón. Tuvo como maestros entre otros a Lino Enea Spilimbergo y a Eugenio Daneri, egresando en 1952 con el título de Profesor de Dibujo y diseñador gráfico.
Estudió a los grandes maestros, a Leonardo, a Miguel Ángel, a Durero  entre otros. Investigó en el naturalismo, estudió la línea como expresión. Con el tiempo sus necesidades expresivas lo llevaron a relacionarse con el poscubismo hasta llegar a investigar en la abstracción y en la geometría, integró el "Grupo Joven" (1949-1951), y en 1959 fundó, junto con Eduardo Mac Entyre, el Movimiento de Arte Generativo de Buenos Aires, promovido por el coleccionista Ignacio Pirovano y por el crítico de arte Rafael Squirru en 1960.
Ignacio Pirovano, que dio apoyo incondicional a todas las vanguardias argentinas, fue el primero en darle ese nombre al movimiento inspirado en las palabras de Vantongerloo  que en 1915 expresó: "Comprendí que lo importante era engendrar formas nuevas, reflejar el proceso generativo de las mismas, los fenómenos que las provocan o estos mismos fenómenos en movimiento evolucionando en continua transformación". Estos artistas pertenecieron a una nueva generación que irrumpió con renovado impulso frente a las anteriores investigaciones en el comienzo de una década de cambio de paradigmas.
En la búsqueda de la evolución de su imagen se entrega al desafío de trabajar en su propuesta, siguiendo su individualidad, y con profundo compromiso, crea una obra de vanguardia, generada en su totalidad en su taller de Buenos Aires, ciudad de su nacimiento y fuente de su inspiración. Siendo reconocida como una de las más importantes de su tiempo, logrando su proyección en colecciones de museos, instituciones nacionales y privadas, de Argentina y del mundo.
Falleció en Buenos Aires el 15 de enero de 2009 a los 80 años de edad.

## Pionero del Arte Digital
La razón experimental fue uno de los signos de Miguel Ángel Vidal y así fue como llevó a cabo dentro de la corriente generativa una de las primeras ediciones de arte digital con imágenes de esta tendencia impresas en papel, realizadas en una de las primeras computadoras del país en el Centro de Cálculo de las Escuelas ORT. Algunas piezas de aquella edición se mostraron en la exposición Arte y Cibernética, organizada por el Centro de Arte y Comunicación (Cayc) en la Galería Bonino en agosto de 1969, forman parte hoy de la colección del Victoria & Albert Museum Londres (UK) , dichas obras pueden verse siguiendo el enlace Victoria & Albert Museum al final de esta página.

## Período Topológico
Los nuevos horizontes que marcan la ciencia, cambia la forma de ver el espacio euclidiano matemático, esta forma convencional es reemplazada por la topología donde espacio es visto desde una forma más real tratando todas propiedades independientes del mismo, los cóncavos, los convexos, las irregularidades, las proximidades, las lejanías, Vidal en este período se ve interesado por los nuevos conceptos científicos de estos fenómenos que se desarrollan en el espacio , los toma y desarrolla para dar una nueva propuesta visual trabaja en cajas de acrílico y metal , entrar al espacio real en tres dimensiones, espacio topológico donde se refleja la luz, espacios cóncavos y convexos, que logra trasladar a la tela.

## La Luz y sus espacios
A finales de los setenta y principios de los ochenta, La luz gana autonomía y prevalece sobre todo elemento, en la pintura de Vidal, parece tomar el espacio, irradiando mayor energía Las bandas de color trabajan con veladuras y los límites se vuelven imprecisos, las curvas con ritmos melódicos se visualizan casi táctilmente.

## Exposiciones
A partir de 1954 participó en numerosas exposiciones individuales y colectivas en Argentina y el exterior, tales como:
- "Cinco Artistas Argentinos", Galería Comte (1954)
- Pintura Concreta, Museo Municipal de Arte Moderno (1957)
- Segundo Salón de Arte Nuevo, Galería Van Riel (1957)
- Nueva s Generaciones de la Pintura Argentina (1958)
- Museo Municipal de Arte Moderno (1958)
- Arte Moderno Rioplatense, Museo Sívori (1959)
- Primer Salón de Arte Moderno Mar del Plata (1959)
- "Primera Exposición de Arte Generativo", Museo de Arte Moderno, Galería Peuser (1960)
- Galería Rubers (1960)
- "Modern Argentine Painting and Sculpture", Institute of Contemporany Art, Londres, Edimburgo, Aberdeen y Universidad de Cambridge (1961)
- Arte Generativo Museo de Arte Moderno, Río de Janeiro (1962)
- Morrkoping Lund Gotemburgo, Halmstad y Estocolmo (1962)
- Pintura Argentina, Museo de Arte Contemporáneo, Santiago de Chile (1963)
- Ocho Pintores Constructivos, Museo Nacional de Bellas Artes, Bs. As., Arg. (1964)
- Del Arte Concreto a la Nueva Tendencia, Museo Municipal de Arte Moderno, Bs. As. (1964)
- Máximo 40x50, Galería Bonino, Bs. As. (1964), Arte Nuevo en la Argentina, Centro de Artes Visuales, Bs. As. (1964)
- Fundación Di Tella y Walter Art Center, Minneapolis, Estados Unidos (1964)
- Joven Pintura Argentina, Instituto de Arte Contemporáneo, Lima, Perú (1965)
- Galería Bonino, Bs. As. (1965)
- Más Allá de la Geometría, Centro de Artes Visuales de la Fundación Di Tella, Bs. As. (1967)
- Four Argentinian Painters, Galería Bonino, Nueva York (1968)
- Made of Plastic, Flint Institute of Arts, Míchigan (1968)
- Art Gallery Center de New York (1968)
- Arte y Cibernética CAYC, Galería Bonino, Bs. As., Arg. (1969)
- Panorama de la Pintura II, Fundación Lorenzutti, Bs. As., Arg. (1969)
- Colección Guggenheim Center for Interamerican Relations, Nueva York, Estados Unidos (1969)
- Albright-Knox Collection, Buffalo, Estados Unidos (1969)
- Hotel Provincial, Mar del Plata, Arg (1970)
- Galería Bonino, Bs. As., Arg. (1970)
- 24 Pintores Argentinos, Museo Nacional de Bellas Artes de Bs. As., Arg. (1970)
- Pintura Argentina Internacional, Fundación Lorenzutti, Bs. As., Arg. (1970)
- Colección Duncan III, Nueva York, Estados Unidos (1970)
- Experiencias Visuales, Fundación Lorenzutti, Bs. As., Arg. (1971)
- Museo de Arte Moderno, Bs. As., Arg. (1971)
- Kunsthalle, Suiza, Lugano, Bonn, Múnich, Hamburgo (1971)
- Galería Cassara, Mar del Plata, Arg. (1972)
- Galería Martina Céspedes, Bs. As., Arg. (1972)
- Galería Austral, La Plata, Arg. (1973)
- "Projection et Dynamisme", Musée d Art Moderne de la Ville de París, Francia (1973)
- Estudio Actual, Caracas/Estudio Dos, Valencia, Venezuela (1974)
- Arte Programado, Burdeos, Francia (1974)
- Museo de Arte Moderno de México (1975), Galería Córcora, Washington , Estados Unidos (1975)
- Washington en la Organización de Estados Americanos, Estados Unidos (1975)
- "Arte Argentino Contemporáneo", Museo de Arte Moderno de México (1975)
- Galería Palatina, Buenos Aires Arg. (1976)
- Museo de Arte Moderno de España (1976)
- Museo de la Universidad de Texas, Estados Unidos (1976)
- Museo de Arte de Nuevo Orleans, Estados Unidos (1976)
- Teatro, Greensboro (the-janus), North Carolina, Estados Unidos (1976)
- Galería Palatina, Bs. As., Arg. (1977)
- Centro Venezolano Argentino de Caracas (1978)
- "Recent Latin American Drawing", organizada por la Washington-based Internacional Exhibition Foundation en Buenos Aires y Washington D. C. en el Inter.-American Development Bank. La muestra se desarrolla durante los años 1977 y 1978
- Homenaje a Turner Canning House de Londres, Reino Unido (1979)
- "Arte Argentino Contemporáneo", Museo Metropolitano, Exposición internacional de Arte Tokyo Biennale 80 Japón, muestra itinerante Tokio, Fukui, Kawagoe, Kamakura, Japón, (se extiende hasta el año 1985)
- Muestra Homenaje a Ignacio Pirovano (1980)
- "El aniversario más austral del mundo, 20 años de Arte Generativo", Ushuaia Tierra del Fuego, Arg. (1980)
- "La Luz y sus Espacios, Homenaje a Turner" en la galería Wildenstein de Bs. As., Arg. (1981)
- "El símbolo de la Cruz en el Arte Argentino", Fundación ARCHE, Bs. As., Arg. (1982)
- Exposición individual de la serie "Las Vivencia" en Caracas, Venezuela (1982)
- Exposición itinerante "Arte Latino Americano" en México (1983)
- "Argentina para el mundo", Organización de los Estados Americanos, Buenos Aires, Arg. (1983)
- "Hacia una nueva luz" en el Museo Municipal de Bellas Artes, Arg. (1983)
- "Lux Umbra Dei" en el Museo de Arte Moderno de Bs. As. y en la Fundación Pagani de Milán, Italia (1984)
- "Los retratos" en el Museo Fernández Blanco, Buenos Aires, Arg. (1984)
- "Abstracción del siglo XX", Museo de Arte Moderno Fundación Fortabat Bs. As., Arg. (1985)
- 25 años de Arte Generativo , Tres Arroyos Pcia. Bs. As., Arg. (1985)
- "Bajo una nueva Luz", Galería Wildenstein, Bs. As., Arg. (1986)
- "Fifty Years of Collecting, An Anniversary Selection Painting Since World War II", The Salomon R Guggenheim Foundation By New York, Estados Unidos (1987)
- "Arte Argentina dalla Independenza ad Oggi" (1810-1987), organizada por el Instituto Italo-Latinoamericano, Bs. As., Arg. (1987)
- "The Latin American Spirit", Art and Artist in the United States, 1920-1970 (1988-1990)
- Museo Provincial de Bellas Artes "Emiliano Guiñazú-Casa Fader" de Mendoza, Arg. (1993)
- "35 años de Arte Generativo" en la sala de arte de A.T.C., Bs. As., Arg. (1994)
- Segunda Bienal de Arte Konex, "Cien Obras Maestras de Cien Pintores Argentinos", Exposición Antológica de la Pintura Argentina, Museo Nacional de Bellas Artes, Buenos Aires, Arg. (1994)
- "Arte al Sur" organizada por la OEA en el Centro Cultural Recoleta, Bs. As., Arg. (1995)
- "Buenos Aires, sus artistas", Galería de Arte De Santis Bs. As., Arg. (1995)
- "De Borges a María Kodama" en el Centro Cultural Recoleta Bs. As., Arg. (1995)
- "Mes de las Artes Plásticas", exposición organizada con motivo de los 50 años de la Sociedad de Distribuidores de Diarios, Revistas y Afines (SDRA), Bs. As., Arg. (1995)
- "101 Artistas Plásticos con la Ciencia" organizada por la Comisión Nacional de Energía Atómica, Bs. As., Arg. (1996)
- "La Rebelión de los Gerontes" en el Centro Cultural Recoleta, Bs. As., Arg. (1996)
- "La espiritualidad de la Forma" en la Fundación Andreani, Bs. As., Arg. (1997)

"Artistas Argentinos en Cuba", exposición en el Gran Teatro de La Habana, Cuba (1997)
- "Cuatro Maestros de la Escuela de Buenos Aires", Fond Art en la Bolsa Comercio de Buenos Aires, Arg. (1997)
- "50 Artistas Contemporáneos" organizada por el ICAI en el Centro Cultural Borges, Bs. As., Arg. (1998)
- Exposición individual del 1 al 25 de octubre en el Centro Cultural Recoleta, Bs. As., Arg. (1998)
- "Manzana de las luces, Tributo de Artistas Plásticos Argentinos", Bs. As., Arg. (1999)
- "Siglo XX Argentino, Arte y Cultura", organizado por el Centro Cultural Recoleta, Bs. As., Arg. (1999/2000)
- "Arte Argentino del Siglo XX", muestra itinerante exhibida en el Instituto Cultural Peruano Norteamericano, Lima, Perú y en el Museo Provincial de Bellas Artes de Santa Fe, Argentina (2002)
- "Ritmo Orden y Silencio-Un Mundo de Abstracción Geométrica", Galería Vermeer Bs. As., Arg. (2008)
- "Geometría Sensible", Museo de Arte Construido, Bs. As., Arg. (2008-2009)
- "GC ARTE -arteBA2009", "GC Arte -Pinta 2009" The Latin American Art Exhibition New York USA , Exposición "Bicentenario, Arte Argentino en la Provincia" en el Teatro Argentino de la Plata, Pcia. de Bs. As., Arg (2010)
- Maison d la Amerique Latine Paris "Geometrie Hors Limites" (Latin American contemporary art from the Jean Colette Cherqui Collection, París (2010)
- "MIGUEL ANGEL VIDAL", ANGEL GUIDO ART PROJECT, Bs. As., Arg. (2010)
- "EL IMAGINARIO DE IGNACIO PIROVANO" (MUSEO DE ARTE MODERNO DE BUENOS AIRES, Bs. As. 2010)
- "Estudio Arte –arteBa 2011", "Arte generativo", Ángel Guido, Art Project-arte BA 2011
- Miguel Ángel Vidal - Retrospectiva (MUSEO NACIONAL DE ARTE DECORATIVO - Bs. As. 2015)

entre otras.

## Premios
- 1961 Invitado Premio Werthein, Galería Van Rie,1962 Bienal Rioplatense , Montevideo Uruguay.
- 1966 Primer Premio Leonor Vassena, Galería Van Riel.
- 1968 Premio Paolini, Salón Plástica con los Plásticos, Museo Nacional de Bellas Artes/Premio de la Crítica de Arte, LVII Salón Nacional de Artes Plásticas.
- 1969 Primer Premio del Salón Automóvil Club Argentino.
- 1970 Tercer Premio, P.Pueyrredon, Salón Italo.
- 1971 Primer Premio, Salón Italo, Museo de Arte Moderno.
- 1973 Invitado Premio Fondo Nacional de las Artes "Dr. Augusto Palanza", Museo Nacional de bellas Artes.
- 1979 Primer Premio Bienal Sheraton.
- 1980 Invitado Premio Banco del Acuerdo a la Generación Intermedia, Museo Nacional de Bellas Artes, Buenos Aires Emisión de sello Postal del Correo Argentino con la reproducción de la obra "Expansión de la Luz sobre la línea" (1981).
- 1982 Premio Konex - Diploma al Mérito: Pintura Geométrica, Argentina.
- 1994 Premio Homenaje a Miró, Le es otorgado el Gran Premio de Honor de Pintura del Salón Nacional 2000.
- 2009 Maestro Inolvidable -UCES entre otros-.

## Bienales
- 1958 Primera Exposición Internacional de la Bienal de México, México.
- 1962 Bienal Rioplatense, Montevideo.
- 1965 VIII Bienal de San Pablo, San Pablo,
- 1966 Tercera Bienal Americana de Arte, Industrias Kaiser, Córdoba.
- 1971 Bienal Quito, Ecuador.
- 1980 II Bienal Iberoamericana de Arte en México,
- 1994 Segunda Bienal de Arte Konex, "Cien Obras Maestras de Cien Pintores Argentinos" Exposición Antológica de la Pintura Argentina, Museo Nacional de Bellas Artes, Buenos Aires).
- 1997 "VI Bienal Chandon de Pintura" en el Centro Cultural Recoleta, Bs. As., Arg.

## Museos y colecciones
Varias de sus obras enriquecen el acervo de prestigiosos museos y colecciones tales como:
- Solomon R Guggenheim de Nueva York
- Westinghouse IBM New York
- Galería de Arte Albright Knox, Buffalo
- Victoria and Albert Museum Londres
- Museo de Arte Moderno de la ciudad de París
- Colección Jean Cherqui París
- Museo de Arte Moderno de Milán
- Museo de Arte Moderno, Castellana -Italia
- Museo de arte Moderno de Río de Janeiro
- Colección Vaticano Roma
- Museo de Arte de la Universidad de Texas, Austin
- Museo de Arte Latinoamericano OEA
- Museo Pettorutti, Asunción
- Banco de la Nación Argentina
- Museo de Artes Plásticas Eduardo Sívori
- Museo de Arte Moderno de Buenos Aires, MALBA
- Biblioteca Nacional de la República Argentina

entre otros.